# 周萬鎰
周萬鎰（1577年—？），字寶善，號巨菴，山东济南府歴城縣人，明朝政治人物。

## 生平
万历三十四年（1606年）丙午科山东乡试举人，三十五年（1607年）丁未科進士，吏部觀政，初授黄冈知县，三十七年湖廣同考官，四十二年考選，四十七年授四川道御史，真定巡按，养病。

## 家族
曾祖周䆃，己未进士、平阳知府。祖父周旭，王府迪功郎。父周瑄。嫡母王氏，生母李氏。慈侍下。弟萬鍾（武舉）。